# Ryo Nojima
Ryo Nojima (野嶋 良 Nojima Ryo?), född 5 oktober 1979 i Toyama prefektur, är en japansk före detta fotbollsspelare.
Nojima började sin karriär 2002 i YKK (Kataller Toyama). Han spelade 162 ligamatcher för klubben. Han avslutade karriären 2010.